# Hans Albrecht Friedrich von Rohr
Hans Albrecht Friedrich von Rohr oder Hans Leberecht Ehrentreich von Rohr (* 30. August 1703 in Tramnitz; † 6. Dezember 1784 ebenda) war ein preußischer Oberst und Regimentschef.

## Leben

### Herkunft
Er war Angehöriger des märkischen Adelsgeschlecht von Rohr. Seine Eltern waren der Erbherr auf Tramnitz, Claus Ernst von Rohr (1673–1735) und Anna Tugendreich von Enderlein († 1753). Der preußische Generalmajor Albrecht Ehrentreich von Rohr war ein Vetter 1. Grades.

### Laufbahn
Rohr hatte alle drei schlesischen Kriege mitgemacht. Für Lowositz, wo er, noch im Rang eines Kapitän im Grenadier-Bataillon „Jung-Billerbeck“ des Infanterieregiments „Zastrow“ stehend, auch verwundet wurde, erhielt er den Pour le Mérite.
Als Major im Regiment „Jung-Bevern“ erhielt er 1757 das VI. Stehende Grenadier-Bataillon. Wegen zahlreicher Verwundungen die ihn während seiner Laufbahn ereilten, erhielt er 1759 seinen Abschied.

### Familie
Rohr war in erster Ehe mit Johanna Linger, Tochter des preußischen Oberstleutnant Jacob Salomon Linger und der Elisabeth Lüders, hiernach 1760 in zweiter Ehe mit Ilsabe Sophie von Möllendorff (1735–1804), Tochter des Hans Georg von Möllendorff auf Brünkendorf und einer von Wartenberg vermählt. Aus beiden Ehen sind insgesamt wenigstens drei Töchter und zwei Söhne hervorgegangen.
- Otto Ludwig (1761–1812), preußischer Hauptmann, Erbherr auf Jocobsdorf, ⚭ Wilhelmine von Kameke (1769–1842), Tochter des preußischen Generalmajor Carl Sigismund von Kameke.
- Hans Rudolf Carl (1765–1845), Ritterschaftsrat, Erbherr auf Tramnitz, ⚭ I. 1792 Dorothea Gans Edle Herrin zu Putlitz (1766–1794); ⚭ II. Wilhelmine Hasse (1774–1845).